# Bidessus perssoni
Bidessus perssoni är en skalbaggsart som beskrevs av Olof Biström och Nilsson 1990. Bidessus perssoni ingår i släktet Bidessus och familjen dykare. Inga underarter finns listade i Catalogue of Life.